# Клецьк
Клецьк (біл. Клецк, біл. тарашк. Клецак) — місто в Білорусі, у Мінській області, адміністративний центр Клецького району.

## Історія
Місто Клецьк засноване на місці феодального замку, на високому березі річки Лань. Першою згадкою вважають 1127 рік, місто тоді вже було центром князівства у складі Турово-Пінської землі. У деяких джерелах згадується, як столиця племені дреговичів.
- 1127 — перші згадки про населений пункт.
- 1442 — став володінням Литви, місту надана феодальна автономія. Клецьк перебував у володінні Михайла Сигізмундовича Мазовецького.
- 1450 — побудований костел Святої Трійці.
- 1452 — Клецьк переходить у володіння великого князя литовського Казимира.
- 1503 — місто повністю розорили і спалили татари.
- 5 вересня 1506 —  Клецька битва литовських військ з татарами.
- 1558 — Клецьк потрапляє під вплив князів Радзивілів.
- 1560 — проповідував філософ Симон Будний.
- 1562 — видана перша книга білоруською мовою («Катехізис» Симон Будний).
- 1579 — Клецьк стає центром ординації; перший ординат — Ольбрахт Радзивілл (з 1586 року[2]).
- 27 серпня 1652 — отримано герб.
- 1683 — закладений домініканський монастир з костелом.
- 1706 — навала шведів.
- 1793 — Клецьк увійшов до складу Російської імперії.
- 1796 — в Клецьку побудована головна синагога.
- 1874 — Клецька ординація злилася з Несвізькою ординацією Радзивілів.
- 1876 — побудована Покровська церква.
- 1886 — перша згадка про Клецьку пожежну охорону
- 1909 — побудовано шпиталь
- 1917 — у районі запроваджено радянську владу.
- 1919, друга половина квітня — поляки окупували місто.
- 1921 — за умовами Ризького мирного договору місто Клецьк увійшло до складу Польщі.
- 1939 — увійшло до складу БРСР.
- 1940 — Клецьк став районним центром Барановицької області.
- 27 червня 1941 —  місто окуповане німецькими військами.
- 6 жовтня 1941 — німецькими загарбниками розстріляно близько 4 тис. євреїв.
- 1942 — геноцид євреїв в місті Клецьк.
- 4 липня 1944 — звільнення Клецька від німецько-фашистських окупантів.
- 1944 — заснований маслосирзавод.
- 1963 — Клецький район був ліквідований і приєднаний до Несвізького району.
- 1966 — відновлений Клецький район.
- 1969 — побудований Клецький механічний завод.
- 1975 — відкритий меморіальний комплекс радянським воїнам, партизанам та землякам.
- 1992 — встановлений пам'ятник воїнам-інтернаціоналістам.
- 2006 — закладено новий костел Святої Трійці.

## Транспорт
В місті розташована залізнична станція Клецьк.

## Пам'ятки архітектури
- Рештки фарного Троїцького костелу. середина XVI століття, суміш готики та ренесансу, знищено у 1950-х роках.
- Споруди колишнього домініканського монастиря. Воскресенська церква (колишній костел) — 1682 року, так званий «сарматський стиль».